# فرندشیپ (اکلاهما)

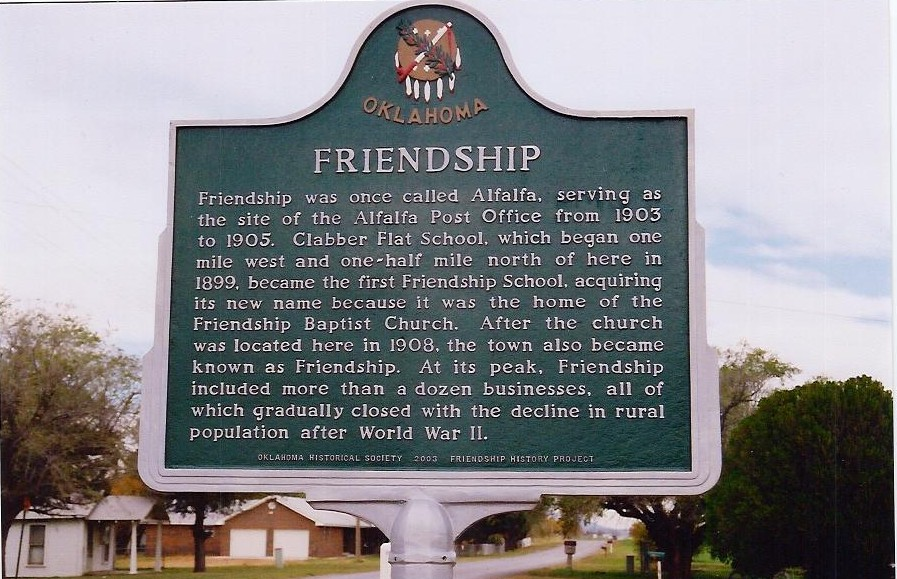
تابلوی تاریخچهٔ «فرندشیپ» در اکلاهما - ۲۰۱۲

فرندشیپ(به انگلیسی: Friendship) شهری در ایالت اکلاهما کشور ایالات متحده آمریکا است که جمعیت آن در سرشماری سال ۲۰۱۰ میلادی، ۲۴ نفر بوده‌است.